# 쓰레기 매립지

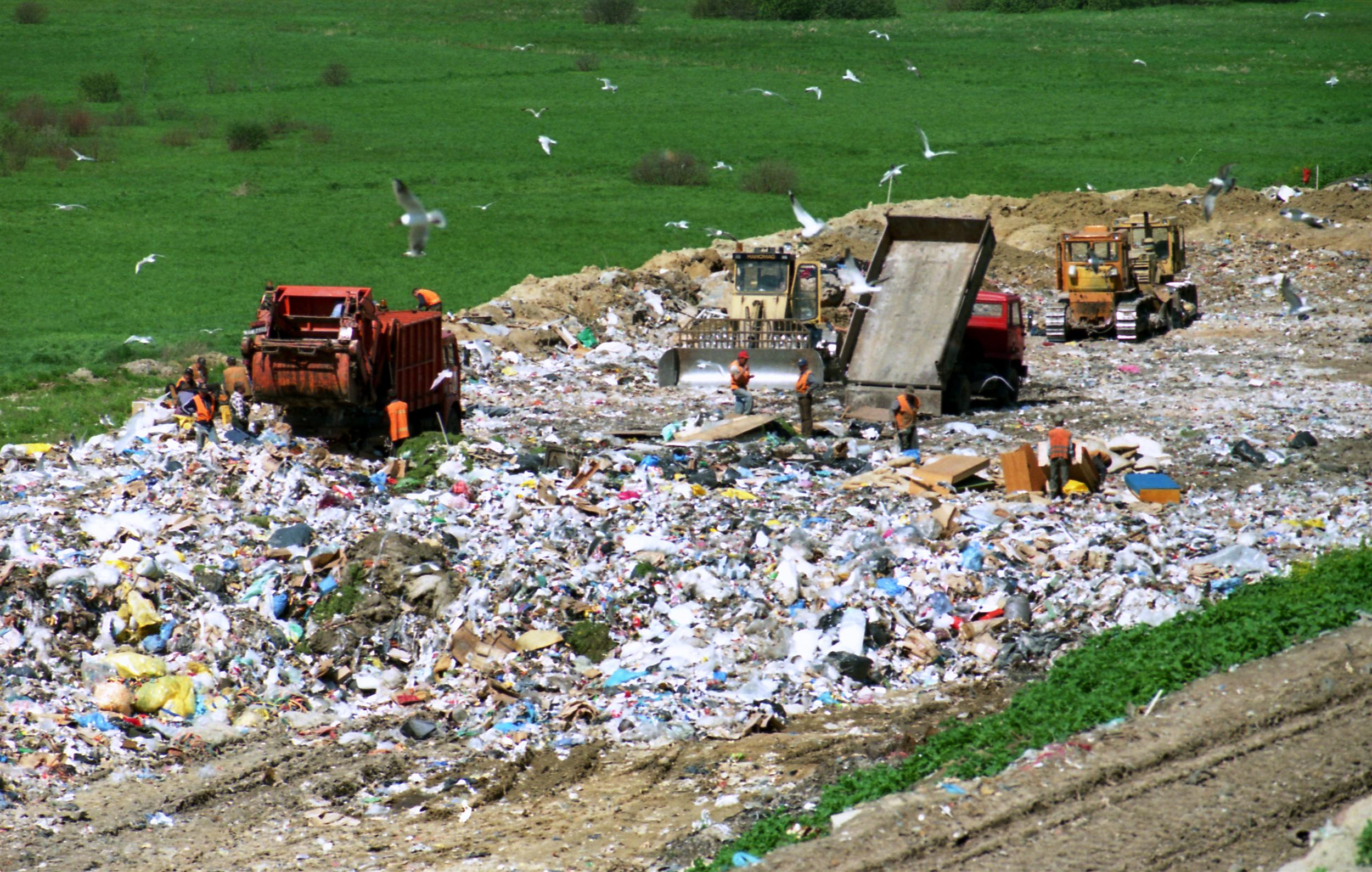
폴란드의 쓰레기 매립지

쓰레기 매립지(-埋立地)는 쓰레기를 매립하는 장소이자, 폐기물 처리의 가장 오래된 형태이다. 역사적으로 쓰레기 매립지는 폐기물 처분의 가장 일반적인 방식으로 되어 왔으며, 세계의 수많은 지역에서 그러하다. 쓰레기 매립은 땅에 구덩이를 판 다음 유해 쓰레기 또는 기타 쓰레기를 묻어버리는 것을 말하며, 결과적으로 메탄가스에 의한 폭발의 위험과 수질 오염이 염려된다.

## 과정
일반적으로 위험하지 않은 쓰레기를 위한 매립지에서는 미리 정의된 규격을 충족하기 위해 다음과 같은 기술이 쓰레기에 적용된다:
1. 가능한 적은 지역으로 한정할 것
2. 양을 줄이기 위해 압축할 것
3. 여러 층으로 흙을 덮을 것 (일반적으로 매일)

## 같이 보기
- 폐기물 관리
- 수도권 매립지
- 쓰레기 소각장

## 참고 문헌
- “Council Directive 1999/31/EC of 26 April 1999, on the landfill of waste” (PDF). 2005년 8월 29일에 확인함.
- “The Landfill Operation Management Advisor Web Based Expert System”. 2005년 10월 30일에 원본 문서에서 보존된 문서. 2005년 8월 29일에 확인함.
- H. Lanier Hickman Jr. and Richard W. Eldredge. “Part 3: The Sanitary Landfill”. 《A Brief History of Solid Waste Management in the US During the Last 50 Years》. 2005년 11월 23일에 원본 문서에서 보존된 문서. 2005년 8월 29일에 확인함.